# Ryukyu Air Commuter
Ryukyu Air Commuter Co., Ltd. (яп. 琉球エアーコミューター株式会社 Ryūkyū Eā Komyūtā Кабусики-гайся) — региональная авиакомпания Японии со штаб-квартирой в Нахе (префектура Окинава), работающая на внутренних пассажирских перевозках в Окинаве и
префектуре Кагосима

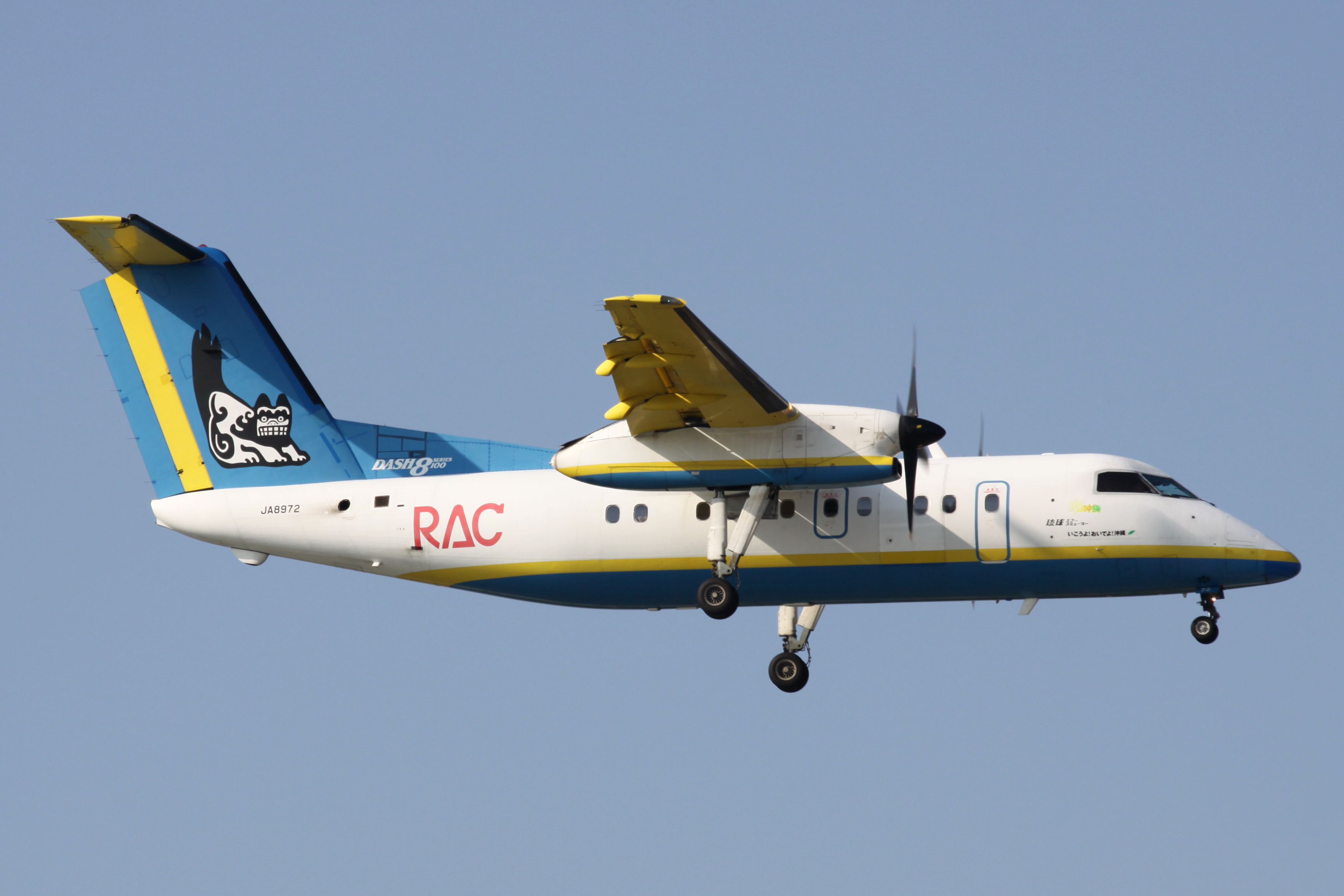
Bombardier Dash 8 100 Ryukyu Air Commuter в прежней ливрее в заводе на посадку в аэропорту Наха (2009 год)

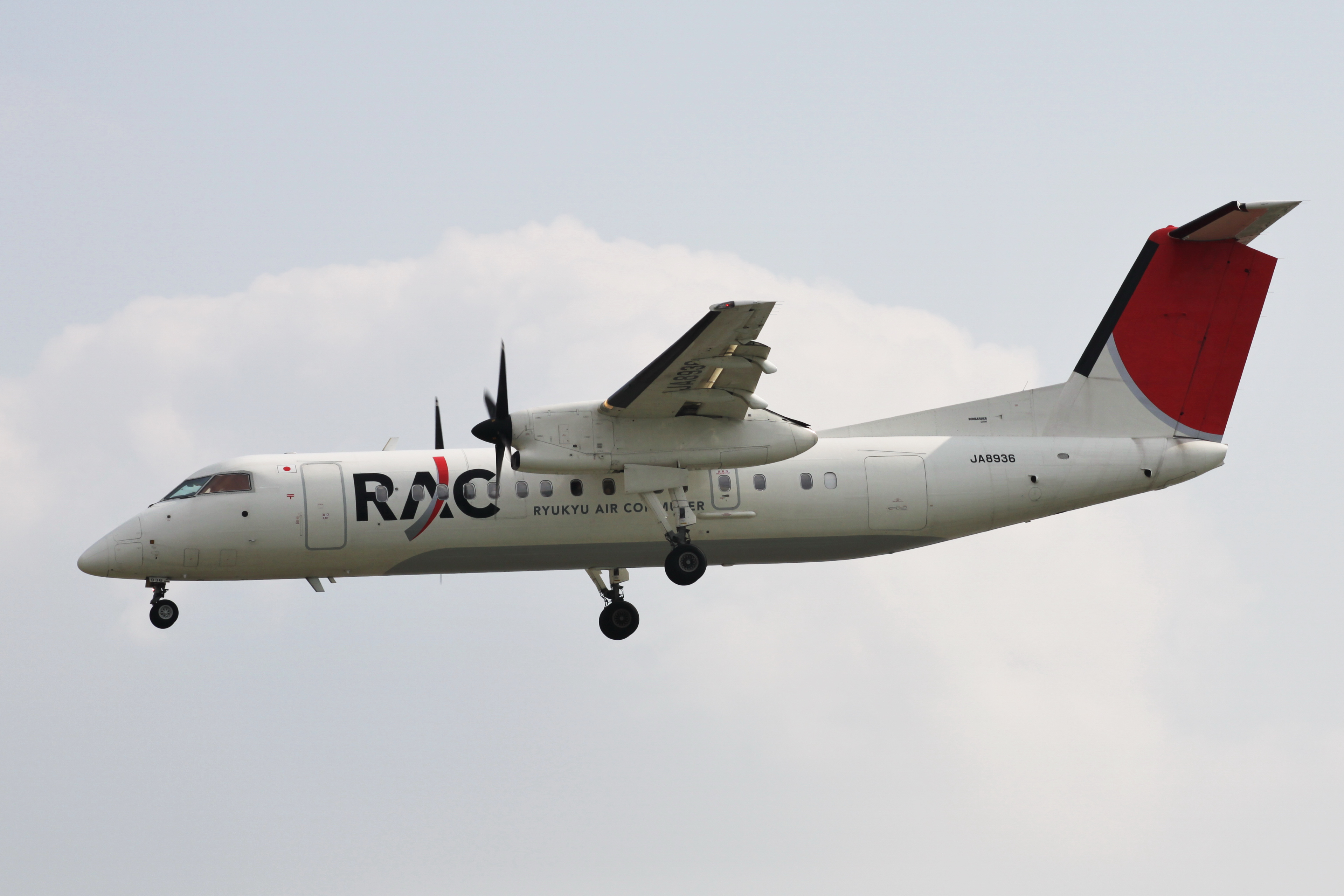
Bombardier Dash 8 Q300 в заходе на посадку в аэропорту Наха (2009 год)

Портом приписки авиакомпании её хабом является аэропорт Наха.

## История
Ryukyu Air Commuter была основана в начале 1985 года и начала операционную деятельность 17 февраля того же года. Первоначально собственниками перевозчика являлись авиакомпания Japan Transocean Air (72,9 %), частные инвесторы (22,0 %) и префектура Окинавы (5,1 %).
В 2014 компания подписала соглашение о взаимопонимании с канадским концерном Bombardier, а уже в следующем году заключила с ним контракт на поставку пяти самолётов Bombardier Dash 8-Q400 в грузопассажирской конфигурации. Последний лайнер из этого заказа был поставлен авиакомпании 31 января 2018 года.

## Маршрутная сеть
В ноябре 2019 года маршрутная сеть регулярных перевозок авиакомпании Ryukyu Air Commuter охватывала следующие пункты назначения:
| Город          | ИАТА | ИКАО | Аэропорт             | Примечания | Ссылки |
| Амами          | ASJ  | RJKA | Аэропорт Амами       |            |        |
| Хатерума       | HTR  | RORH | Аэропорт Хатерума    | Прекращено |        |
| Исигаки        | ISG  | ROIG | Аэропорт Исигаки     |            |        |
| Китадайто      | KTD  | RORK | Аэропорт Китадайто   |            |        |
| Кумедзима      | UEO  | ROKJ | Аэропорт Кумедзима   | Прекращено |        |
| Южный Бородино | MMD  | ROMD | Аэропорт Минамидайто |            |        |
| Миякодзима     | MMY  | ROMY | Аэропорт Мияко       |            |        |
| Наха           | OKA  | ROAH | Аэропорт Наха        | хаб        |        |
| Тарама         | TRA  | RORT | Аэропорт Тарама      |            |        |
| Йонагуни       | OGN  | ROYN | Аэропорт Йонагуни    |            |        |
| Йорон          | RNJ  | RORY | Аэропорт Йорон       |            |        |
| Дзамами        | KJP  | ROKR | Аэропорт Керама      | Прекращено | [ 5 ]  |

## Воздушный флот

### Текущий

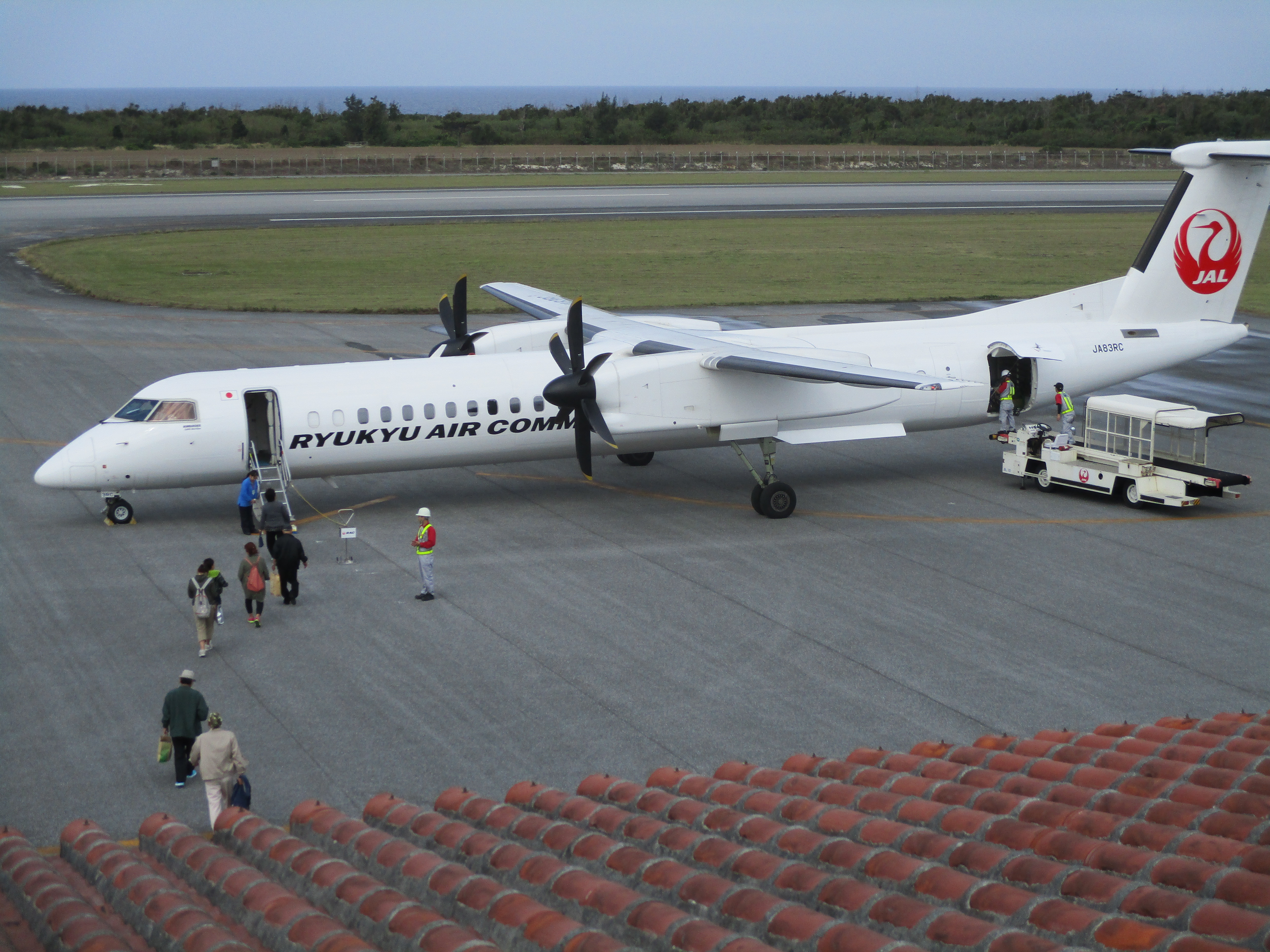
Грузопассажирский Bombardier Dash 8-Q400 Ryukyu Air Commuter

В августе 2019 года воздушный флот авиакомпании Ryukyu Air Commuter составляли следующие самолёты:

### Прежний флот
Ранее авиакомпания эксплуатировала следующие самолёты:
- Bombardier Dash 8-100 — 1 ед.
- Bombardier Dash 8-Q300 — 1 ед.
- Britten-Norman BN-2 Islander — 1 ед.